# Greneville-en-Beauce
Greneville-en-Beauce is een gemeente in het Franse departement Loiret (regio Centre-Val de Loire) en telt 584 inwoners (1999). De plaats maakt deel uit van het arrondissement Pithiviers.

## Geografie
De oppervlakte van Greneville-en-Beauce bedraagt 22,3 km², de bevolkingsdichtheid is 26,2 inwoners per km².
De onderstaande kaart toont de ligging van Greneville-en-Beauce met de belangrijkste infrastructuur en aangrenzende gemeenten.

## Demografie
Onderstaande figuur toont het verloop van het inwonertal (bron: INSEE-tellingen).